# Яструбоподібні
Яструбоподібні (Accipitriformes) — ряд, що включає денних хижих птахів. Тривалий час представників ряду спільно з соколами (Falconidae) та катартовими (Cathartidae) включали до ряду соколоподібних (Falconiformes). Проте з кінця XX ст. багато авторів виділяють їх до окремого ряду. Такі підходи систематиків базуються головним чином на результатах аналізу ДНК. За такого підходу нині Соколоподібні (Falconiformes), Катарти (Cathartiformes) та Яструбоподібні — це три окремі ряди.

## Історія
Окремі дослідники на основі еколого-морфологічних ознак виділяли Яструбоподібних як окремий ряд достатньо давно (Wolters, 1975—1982). Інші почали дотримуватися такої думки порівняно недавно.
Виділення згаданої таксономічної групи птахів підтверджено на основі еколого-морфологічних ознак, а також молекулярно-генетичних відмінностей.
Сучасна таксономія ряду не є усталеною. На основі ДНК-аналізу Північноамериканський комітет із класифікації (англ. North American Classification Committee) та Міжнародний орнітологічний конгрес (англ. International Ornithological Congress) до складу ряду Яструбоподібні включають також Катартових, тоді як Південноамериканський комітет із класифікації (англ. South American Classification Committee) виділяє Катартових до окремого ряду Cathartiformes.

## Опис
Усі представники ряду — денні хижі птахи; у них гострий гачкоподібний дзьоб, сильні лапи з кігтями, міцна статура і довгі крила. Забарвлення оперення може бути коричневим, сірим, білим, чорним або поєднувати декілька цих кольорів. Для багатьох видів характерним є зміна вбрання до настання статевої зрілості. Статевий диморфізм у забарвленні виражений рідко; за розмірами самиця більша за самця.

## Таксономія
Ряд Яструбоподібні (Accipitriformes) включає 3 родини:
Родина Птахи-секретарі (Sagittariidae)
- Рід Птах-секретар (Sagittarius) (1 вид — птах-секретар (Sagittarius serpentarius))

Родина Скопові (Pandionidae)
- Рід Скопа (Pandion) (1 або 2 види — скопа (Pandion haliaetus))

Родина Яструбові (Accipitridae)
- Підродина Яструбові
  - Рід Яструб (Accipiter)
  - Рід Erythrotriorchis
  - Рід Megatriorchis
  - Рід Micronisus
  - Рід Urotriorchis
- Підродина Грифові (Aegypiinae)
  - Рід Гриф (Aegypius)
  - Рід Сип (Gyps)
  - Рід Necrosyrtes
  - Рід Sarcogyps
  - Рід Torgos
  - Рід Trigonoceps
- Підродина Орлині (Aquilinae)
  - Рід Орел (Aquila)
  - Рід Clanga
  - Рід Hieraaetus
  - Рід Ictinaetus
  - Рід Lophaetus
  - Рід Lophotriorchis
  - Рід Nisaetus
  - Рід Polemaetus
  - Рід Spizaetus
  - Рід Stephanoaetus
- Підродина Канюки (Buteoninae)
  - Рід Bermuteo
  - Рід Busarellus
  - Рід Butastur
  - Рід Канюк (Buteo)
  - Рід Buteogallus
  - Рід Cryptoleucopteryx
  - Рід Geranoaetus
  - Рід Geranospiza
  - Рід Kaupifalco
  - Рід Leucopternis
  - Рід Parabuteo
  - Рід Pseudastur
  - Рід Rupornis
- Підродина Змієїди (Circaetinae)
  - Рід Змієїд (Circaetus)
  - Рід Dryotriorchis
  - Рід Spilornis
  - Рід Terathopius
  - Рід Pithecophaga
- Підродина Луні (Circinae)
  - Рід Лунь (Circus)
- Підродина Elaninae
  - Рід Chelictinia
  - Рід Elanoides
  - Рід Elanus
  - Рід Gampsonyx
- Підродина Gypaetinae
  - Рід Eutriorchis
  - Рід Ягнятник (Gypaetus)
  - Рід Gypohierax
  - Рід Стерв'ятник (Neophron)
- Підродина Орлани (Haliaeetinae)
  - Рід Орлан (Haliaeetus)
  - Рід Ichthyophaga
- Підродина Harpiinae
  - Рід Harpia
  - Рід Harpyopsis
  - Рід Morphnus
- Підродина Melieraxinae
  - Рід Melierax
- Підродина Шуліки (Milvinae)
  - Рід Haliastur
  - Рід Harpagus
  - Рід Helicolestes
  - Рід Ictinia
  - Рід Шуліка (Milvus)
  - Рід Rostrhamus
- Підродина Perninae
  - Рід Aviceda
  - Рід (Chondrohierax
  - Рід Hamirostra
  - Рід Henicopernis
  - Рід Leptodon
  - Рід Lophoictinia
  - Рід Macheirhamphus
  - Рід Осоїд (Pernis)
- Підродина Polyboroidinae
  - Рід Polyboroides